# Mazzin
Mazzin, ladin nyelven Mazin, település Olaszországban, Trento megyében, a Fassa-völgyben. Lakosainak száma 592 fő (2023. január 1.). Mazzin Campitello di Fassa, San Giovanni di Fassa, Tires és Canazei községekkel határos.
A település egyik fő turisztikai vonzerejét a határában, 2501 méteres tengerszint feletti magasságban található tengerszen, az Antermoia-tó és a környék túraútvonalai adják.

## Népesség
A település népességének változása:
| Lakosok száma | 534  | 564  | 592  |
|               | 2017 | 2018 | 2023 |